# Gyndewaz
Gyndewaz (arm: Գնդեվազ) – wieś w Armenii, w prowincji Wajoc Dzor. W 2011 roku liczyła 829 mieszkańców.